# Proje4L/Elgiz Museum of Contemporary Art
Das Elgiz Museum of Contemporary Art (türkisch Proje4L/Elgiz Çağdaş Sanat Müzesi) wurde 2001 von Can Elgiz gegründet.
Das Museum verfolgt die Vision, Entwicklungen der zeitgenössischen Kunst in der Türkei zu fördern und Projekte junger, türkischer Künstler zu unterstützen. Als 2005 Kunstinstitutionen und Museen in der türkischen Kunstszene zu florieren begannen, wurden die Räumlichkeiten in ein privates Museum verwandelt, um die Elgizsammlung auszustellen.
Proje4L/Elgiz Museum of Contemporary Art befindet sich in dem Bankenviertel Maslak in Istanbul.

## Sammlung
Die Elgizsammlung besteht aus Werken türkischer sowie internationaler Künstler wie Ömer Uluç, Fahrelnissa Zeid, Abdurrahman Öztoprak, Doug Aitken, Darren Almond, Kezban Arca Batibeki, Bedri Baykam, Tine Benz, Olivier Blanckart, Peter Bonde, Daniele Buetti, Ergin Cavusoglu, Loris Cecchini, Stephen Dean, Nezaket Ekici, Friederike Feldmann, Eric Fischl, Günther Förg, Kendell Geers, Gilbert & George, Fausto Gilberti, Nan Goldin, Özlem Günyol, Peter Halley, Rebecca Horn, Gülsün Karamustafa, Azade Köker, Mustafa Kunt, Sol Le Witt, Roman Lipski, Fabián Marcaccio, Paul McCarthy, Jonathan Meese, Sarah Morris, Paul Morrison, Ahmet Oran, Lea Asja Pagenkemper, Bruno Peinado, Lisa Ruyter, David Salle, Julian Schnabel, Cindy Sherman, Thomas Struth, Hiroshi Sugito, Hale Tenger, David Tremlett, Tim White-Sobieski, Anne Wölk, Johannes Wohnseifer, Won Ju Lim, Iskender Yediler, Tracey Emin, Jan Fabre, Barbara Kruger, Markus Oehlen, Cindy Sherman, Andy Warhol, Peter Halley, Paul McCarthy und Robert Rauschenberg. Die Sammlung enthält die Entwicklungen der zeitgenössischen Kunst der letzten zwanzig Jahre, einschließlich der Arbeiten junger Künstler.

## Räumlichkeiten
Die Ausstellungsfläche des Elgiz Museum of Contemporary Art erstreckt sich auf über 2000 m². Neben der Haupthalle, welche ausgewählten Werken der Elgizsammlung vorbehalten ist, gibt es weitere Projekträume, ein offenes Archiv und einen Konferenzraum. Die Projekträume sind ausschließlich für Ausstellungen von jungen, türkischen Talenten vorgesehen. In dem Konferenzraum werden Vorträge über die Leidenschaft des Sammelns veranstaltet.